# Erik Fredriksson
Erik Fredriksson (født 13. februar 1943) er en tidligere fodbolddommer fra Sverige. Han dømte internationalt under det internationale fodboldforbund, FIFA, fra 1974 til 1991.
Han dømte finalen i Mesterholdenes Europa Cup i 1984 mellem Liverpool FC og Roma. En kamp som Liverpool vandt efter straffesparkskonkurrence.

## Karriere

### VM 1990
- Argentina  –  Sovjetunionen 2-0 (gruppespil).

### EM 1988
- Italien  –  Spanien 1-0 (gruppespil).

### VM 1986
- Bulgarien  –  Italien 1-1 (gruppespil).
- Sovjetunionen  –  Belgien 3-4 (ottendedelsfinale).

### EM 1984
- Belgien  –  Jugoslavien 2-0 (gruppespil).

## Kampe med danske hold
- Den 24. september 1986: Venskabskamp: Danmark – Vesttyskland 0-2.